# Leucochrysa lateralis
Leucochrysa lateralis är en insektsart som beskrevs av Navás 1913. Leucochrysa lateralis ingår i släktet Leucochrysa och familjen guldögonsländor. Inga underarter finns listade i Catalogue of Life.